# Алан
Алан је мушко име, пореклом из бретонског језика. Претпоставља се да значи „мала стена” или „надгробни споменик”, и постало је популарно међу следбеницима Виљема Освајача у Бретањи због Светог Алана, бискупа из 5. века из Кемпера.